# Tim Challies
 (février 2023).
Tim Challies (né en 1976) est un théologien, pasteur, blogueur et auteur baptiste réformée canadien.

## Carrière
En 2003, Challies a débuté un blog sur la théologie, les critiques de livres et les commentaires sociaux. Il a publié des livres de théologie, parmi d'autres sujets traitant de la vie chrétienne, tels que la façon dont les chrétiens devraient aborder les enjeux contemporains comme la technologie et la pornographie.
Il a cofondé la maison d’édition Cruciform Press avec Kevin Meath en 2010.
En 2013, il devient Pasteur à Grace Fellowship Church de Toronto, une
église baptiste réformée.
En 2017, Challies a attiré l'attention des médias après avoir déclaré qu'il ne laissait pas ses enfants dormir à côté d'un proche . Challies a expliqué qu'il prend cette précaution à cause du risque élevé que les enfants puissent être exposés à "la pornographie, la sexualité et l'alcool chez des amis".

## Vie privée
Challies est marié et père de trois enfants. Son fils, Nicholas Paul Challies (Nick), est décédé subitement le 3 novembre 2020 .

## Publications
En français
- Faire plus. Mieux. Un guide pratique pour augmenter votre productivité, BLF Éditions, Marpent, 2017, 128 p.  (ISBN 9782362493904)
- Théologie visuelle, BLF Éditions, Marpent 2017, 160 p.  (ISBN 9782362493898)

En anglais 
- The Discipline of Spiritual Discernment (Crossway, 2008)
- Sexual Detox: A Guide for Guys Who Are Sick of Porn (Cruciform Press, 2010)
- Do More Better: A Practical Guide to Productivity (Cruciform Press, 2015)
- Visual Theology (with Josh Byers - Zondervan, 2016)
- The Next Story: Faith, Friends, Family, and the Digital World (Thomas Nelson, 2015)
- The Character of the Christian (Cruciform Press, 2017)
- Set an Example (Cruciform Press, 2017)
- Help! My Kids Are Viewing Pornography (Shepherd Press, 2017)
- The Commandment We Forgot (Cruciform Press, 2017)
- Devoted: Great Men and Their Godly Moms (Cruciform Press, 2018)
- Advance! (Cruciform Press, 2018)
- Aging Gracefully (Cruciform Press, 2018)
- Run to Win: The Lifelong Pursuits of a Godly Man (Cruciform Press, 2018)